# Schilbe mystus
Schilbe mystus là một loài cá thuộc họ Schilbeidae. Nó là loài bản địa của các hệ thống sông lớn ở châu Phi. Môi trường sống tự nhiên của chúng là hồ nước ngọt và các sông 
Nó có thân dài tới 40 cm. Là một loài săn mồi, nó ăn các loài động vật không xương sống và cá cũng như algae. Nó ăn cả loài cá Hyperopsusus bebe và Rô phi sông Nin (Oreochromis niloticus).
Nó là một loài thủy sản quan trọng về thương mại của nhiều nơi ở châu Phi.

## Hình ảnh

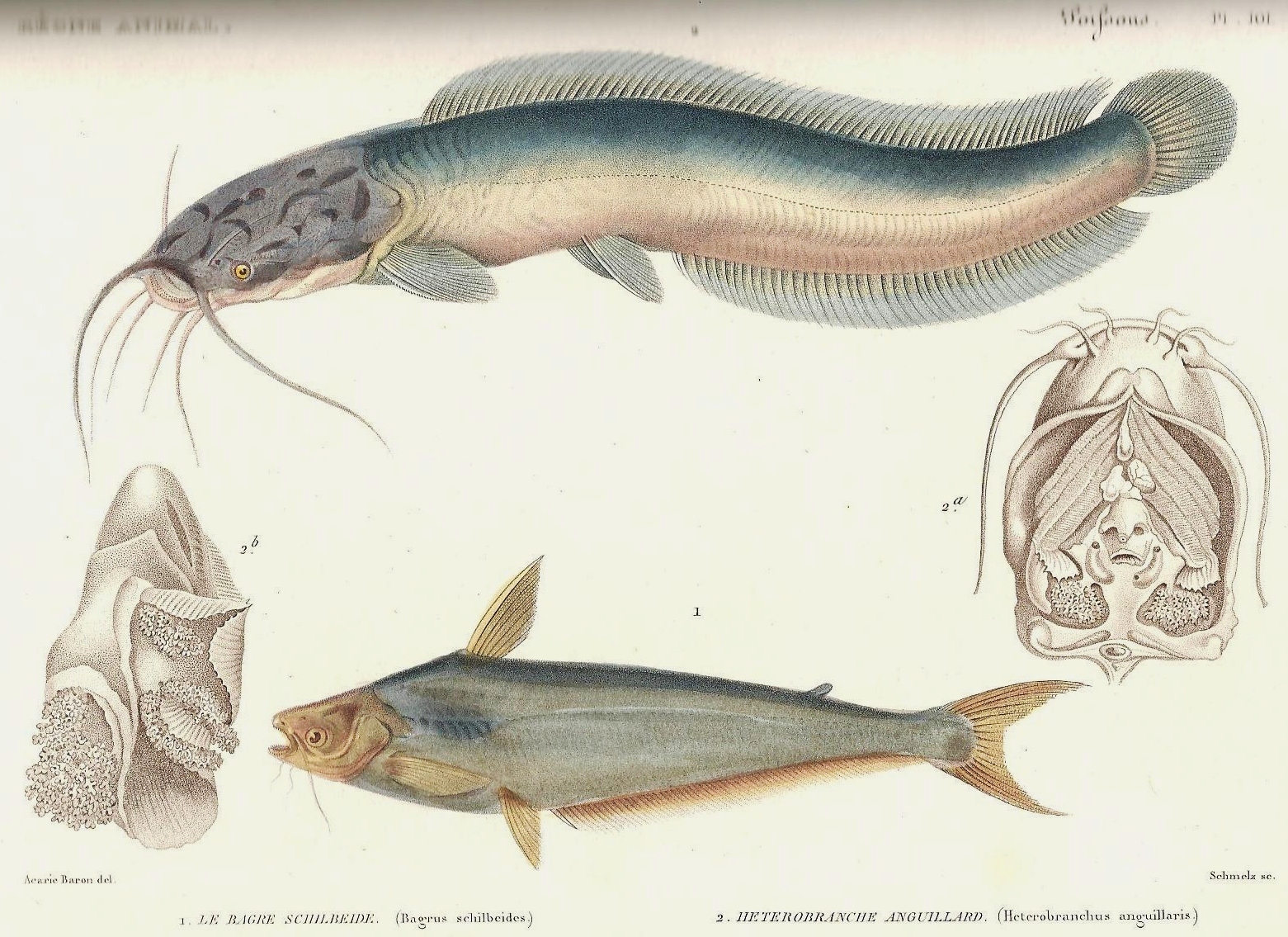